# ميليندا هناوي
ميليندا هناوي (ولدت 18 مارس 1990 بالبويرة، الجزائر) هي لاعبة كرة طائرة جزائرية. شاركت كاحتياطية في الألعاب الأولمبية ببكين 2008 مع المنتخب الجزائري لكرة الطائرة سيدات و كذلك في كأس العالم 2011 باليابان و فازت معه بذهبية الألعاب الإفريقية 2011 . تلعب في منصب مهاجمة-مستقبلة و هي ابنة لاعبة سابقة في المنتخب الجزائري للكرة الطائرة في السبعينيات .
معلومات الأندية :
- النادي الحالي : بدون فريق
- النادي السابق : كالي (فرنسا)
- النادي السابق : ايستر (فرنسا)
- النادي الأول: ليون (فرنسا)

معلومات تقنية :
الطول: 1,78 م
الارتقاء في السحق : 2,95 م
الارتقاء في الصد : 2,84 م

## وصلات خارجية
- ميليندا هناوي على موقع أوليمبيديا (الإنجليزية)